# Cangas de Onís (Gerichtsbezirk)
Der Gerichtsbezirk Cangas de Onís ist einer der 18 Gerichtsbezirke in der autonomen Gemeinschaft Asturien.
Der Bezirk umfasst 6 Gemeinden auf einer Fläche von 818,50 km² mit dem Hauptquartier in Cangas de Onís.

## Gemeinden
| Gemeinde                      | Einwohner (2024) | Fläche km² | Dichte Einw./km² | Cod INE | Postleitzahl |
| ----------------------------- | ---------------- | ---------- | ---------------- | ------- | ------------ |
| Amieva                        | 603              | 113,90     | 5                | 33003   | 33556–33558  |
| Cangas de Onís                | 6.316            | 212,75     | 30               | 33012   | 33547–33559  |
| Onís                          | 732              | 75,42      | 10               | 33043   | 33556        |
| Parres                        | 5.152            | 126,08     | 41               | 33045   | 33540        |
| Ponga                         | 576              | 205,98     | 3                | 33050   | 33557        |
| Ribadesella                   | 5.552            | 84,37      | 66               | 33056   | 33560        |
| Gerichtsbezirk Cangas de Onís | 18.931           | 818,50     | 23               | –       | –            |